# Bataille de San Jacinto (1867)
Pour l’article homonyme, voir Bataille de San Jacinto.
Expédition du Mexique
Batailles
- Fortín
- Las Cumbres
- 1er Puebla
- Barranca Seca
- Cerro del Borrego
- Tampico
- 2e Puebla
- Atlixco
- San Pablo del Monte
- San Lorenzo
- Totoapan
- Morelia
- Campeche
- Veranos
- Tacámbaro
- La Loma
- Parral
- Chihuahua
- Álamos
- Ixmiquilpan
- Bagdad
- Camargo
- Miahuatlán
- Carbonera
- Guayabo
- Villa de Álvarez
- San Jacinto
- Querétaro

La bataille de San Jacinto eut lieu le 1er février 1867 à proximité de l'hacienda San Jacinto dans l'État de Aguascalientes au Mexique, entre les éléments de l'armée mexicaine républicaine sous le commandement des généraux Mariano Escobedo et Jerónomo Treviño et l'Empire mexicain commandé par le général Miguel Miramón composé de soldats autrichiens et mexicains. Du côté républicains, ont participé les colonels Pedro Martinez et Francisco Arce.

## Arrière-plan
Mariano Escobedo apprit la prise de Zacatecas par les troupes de Miguel Miramón et presque rejoint par les troupes de Benito Juárez, il souhaite se diriger dans la direction de l'attaque. Escobedo unis ses forces à Mixquitic avec le général Jerónomo Treviño et se tenir (?) devant les troupes de Miramón. Miramón fut informé de la venue de Escorbedo, décide de fuir vers le centre

## Bataille
Le général Mariano Escobedo peut empêcher l'avancée de l'Empire à San Jacinto. Le 1er février 1867, la bataille commence dans l'hacienda de Ledesma et finalement s'étend à San Jocinto, Escobedo y battant les troupes à l'arrière et sur les deux flancs des troupes impériales. C'est une défaite totale de l'Empire, qui perd beaucoup d'hommes et d'armes. 